# オラクル・パーク

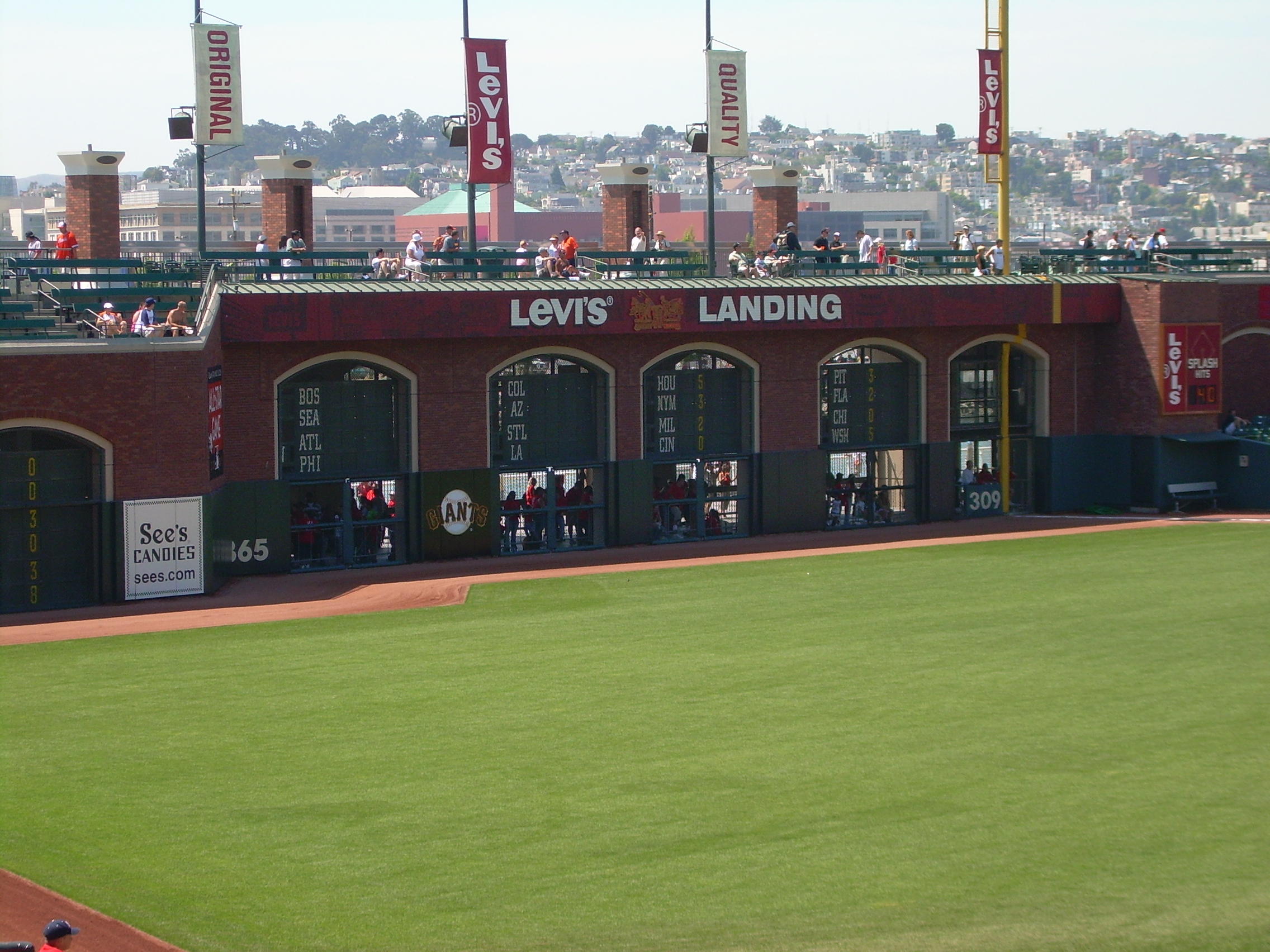
右翼フェンスの高さは25フィート（約7.6メートル）。下の遊歩道からフィールドを覗き込む人の姿も

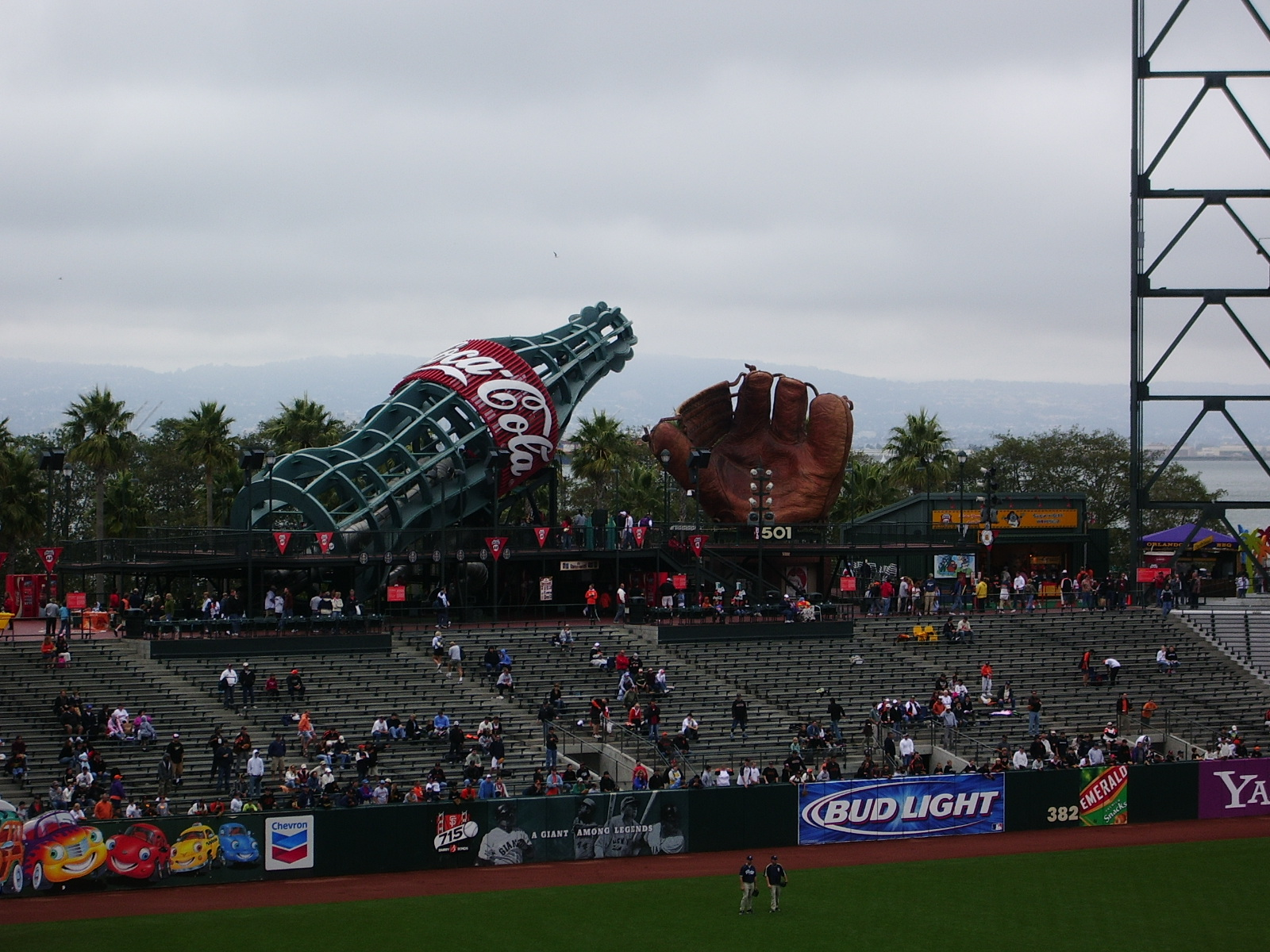
巨大グラブとコーラ瓶

オラクル・パーク（Oracle Park）は、アメリカ合衆国のカリフォルニア州サンフランシスコにある野球場。旧称パシフィック・ベル・パーク（Pacific Bell Park）、SBCパーク（SBC Park）、AT&Tパーク（AT&T Park）。MLBサンフランシスコ・ジャイアンツが本拠地球場としている。

## 概要
野球専用球場として建設されたが、開場から2年目の2001年からはアメリカンフットボールやサッカーなどの他競技の会場としても使用されている。特にアメリカンフットボールでは、2001年にはXFLサンフランシスコ・デーモンズの本拠地として使用され、2002年からはNCAAカレッジフットボールのボウル・ゲーム「エメラルドボウル」が毎年末に開催されている（2013年まで。2014年からはサンタクララで開催）。
MLBの球場では初めて、日系企業（カジマ・インターナショナル）が球場建設に本格参入した。また、住民投票の結果税金の投入が認められなかったこともあって、総工費約3億5700万ドルは地方自治体の援助なし。これはロサンゼルス・ドジャースの本拠地ドジャー・スタジアム以来38年ぶりのことだった。

## フィールドの特徴
本塁から左翼まで339フィート（約103.3メートル）あるのに対し、右翼までが309フィート（約94.2メートル）しかない。そのため右翼方向のフェンスは高さ25フィート（約7.6メートル）もある。さらに右中間は最深部が420フィート（約128メートル）もあり、これは本塁から中堅までより長い。この独特の構造と高いフェンス、そして海からの向かい風が相まって、打者不利な球場であり、特に左打者には非常に不利である。ただ開場当初の文献には左のパワーヒッターには有利と紹介されたこともあり、それを裏付けるものとして、ジャイアンツの往年の左の強打者ウィリー・マッコビーは「右翼フェンスまでの距離を見たら、思わず現役復帰を考えたくなった」と発言している。
ジャイアンツ所属選手で、この球場が本拠地となった2000年以降、シーズン30本塁打以上を記録した選手はバリー・ボンズ（2000年〜2004年）、ジェフ・ケント（2000年、2002年）、リッチ・オーリリア（2001年）のわずか3人である（しかも40本塁打以上はボンズのみ）。左打者に至ってはボンズを除くと、2010年にオーブリー・ハフが26本塁打を記録するまでは2000年のJ.T.スノーが記録した19本塁打が最多で20本塁打超えすらおらず、スイッチヒッターを含めても2021年のブランドン・ベルトが記録した29本塁打が最多である（2021年シーズン終了時点）。
本塁打パークファクターが1を超えた年は無く、打者不利であることが得点パークファクターなどの統計指標からも裏付けられている。

## 設備、アトラクション、演出
右翼フェンス後方がサンフランシスコ湾の入り江になっている。この入り江は、前出のウィリー・マッコビーの名を取って「マッコビー・コーブ（McCovey Cove）」と名付けられた。右翼席も小さいため、場外ホームランが出るとそのほとんどが海に飛び込む。海に飛び込む特大アーチは「スプラッシュ・ヒット（Splash Hit）」と呼ばれており、中にはこのスプラッシュ・ヒットボール目当てに、入り江で舟に乗って待ち構えているファンもいる（特にバリー・ボンズが大リーグ新記録のシーズン73本塁打を記録した2001年には、新記録ボール目当てに多くのファンが集まった）。このスプラッシュ・ヒットが記録されると、ライトスタンド最前列に開場時からの合計本数が電光掲示で表示されるとともに、スタンドと海の中間にある噴水が吹き出る仕組みになっている。2024年現在、今まで最もスプラッシュ・ヒットを打った選手は、ボンズで35本である（2位はブランドン・ベルトの10本）。また、スプラッシュ・ヒットは基本的に左打者、あるいはスイッチヒッターの左打席から打たれたものであったが、2024年9月15日にエリオット・ラモスが、右打者として初めてのスプラッシュ・ヒットを記録している。
ボンズがスプラッシュ・ヒットを多く打っているため、他の打者でも簡単に海へ打てるように思えるが、実際には前述のとおり極めて打者不利な球場であり、右中間方向は深いため130メートル以上飛ばさないとスプラッシュ・ヒットとはならない。
また、打った瞬間から着水までノーバウンドであることが条件であるため、客席などの設備に触れてから着水した場合は認定されない。
したがって並みの打者ではそうそう打てるものではない。ジャイアンツ公式サイトでは、スプラッシュ・ヒットを放った選手のリストが掲載され、ジャイアンツ所属選手に関してはその映像を見ることができる。
「日本人初のスプラッシュ・ヒット達成者は福留孝介」と日本のメディアにおいて紹介されたことがあるが、福留の打球は着水前にスタンドの旗に当たっているため条件を満たしておらず、公式サイトにおいてはカウントされていない。のちに2025年7月12日に大谷翔平が公式にもカウントされるスプラッシュ・ヒットを日本人で初めて記録した。
なお、厳密にはスプラッシュ・ヒットと認められるのはジャイアンツ所属の選手が打った場合のみであり、上述の公式サイト上では他球団の選手による記録は「マッコビー・コーブへのホームラン」と表記されている。
右翼立ち見席兼通路の下には「ナットホール」という遊歩道があり、アーチ状のところから試合を無料観戦できる。「3回、5回、7回に他の人と交代しましょう」と書かれた看板があり、交代観戦を呼びかけている。
対する左翼席後方には、巨大なグラブとコカ・コーラの瓶がある。グラブはビンテージ・スタイルで、世界最大級の大きさを誇る。サンフランシスコの対岸にある学園都市バークレーに在住の芸術家が製作した。ホームから500フィート（約152.4メートル）も離れたところにあり、未だこのグローブに収まる大ホームランを放った選手はいない。隣にあるコカ・コーラの瓶は長さ約24メートル。中は4つの滑り台になっている。
ジャイアンツ戦においては、8回の時点でジャイアンツがリードしている時にはジャーニーの「Lights」、同点または負けている時には「Don't Stop Believin'」が流れる。

## 主要な出来事
- 2000年3月31日、ブルワーズとのオープン戦で開場。
- 2000年4月11日、MLB公式戦初開催（ドジャース 6－5 ジャイアンツ）。
- バリー・ボンズが数々の歴史的な本塁打を放っている。
  - 2001年10月5日、シーズン新記録となる71号を放った。
  - 2001年4月17日に通算500本塁打、2002年8月9日に通算600本塁打、2004年9月18日に通算700本塁打を達成。
  - 2006年5月28日、歴代単独2位となる通算715号本塁打を放つ。
  - 2007年8月7日、歴代単独1位となる通算756号本塁打を放つ。
- ワールドシリーズ開催：2002年、2010年、2012年、2014年
- 2006年2月10日、アメリカ代表－日本代表のサッカー親善試合（国際Aマッチ）が本球場で行われ、3－2でアメリカ代表が勝利した。サッカー場とは違う芝の状態や照明灯の位置に、選手は試合前から戸惑いの声があがっていた[5]。
- 2007年7月10日、オールスターゲーム開催。イチロー（マリナーズ）がオールスター史上初のランニングホームランを放った。
- 2013年春開催の2013 ワールド・ベースボール・クラシックの準決勝と決勝戦の合計3試合を開催した。
- 2019年1月9日、オラクル社が命名権を取得した[6]。
- 2025年7月8日、ジャイアンツのベイリー捕手が右中間スタンドに直撃する逆転サヨナラランニングホームランを放った（ジャイアンツ 4x－3 フィリーズ）[7]。捕手としてサヨナラランニング本塁打を放ったのは、1926年のベニー・テイト（ワシントン・セネターズ）以来99年ぶり史上3人目の珍記録であり、同地でランニングホームランが出たのは、上記の2007年MLBオールスターでイチローが打って以来18年ぶり。さらに同日、アスレチックスの1番バトラーが、この日のブレーブス戦の初回に先頭打者としてランニング本塁打を放ち、同日に先頭打者ランニング本塁打、サヨナラランニング本塁打が記録されるのは大リーグ史上初となった。
- 2025年7月11日、大谷翔平（ドジャース）が日本人初のスプラッシュ・ヒットとなる逆転2ランホームランを放った[注 1][4]。